# 871
871 foi um ano comum do século IX, que teve início e fim a uma segunda-feira, no Calendário juliano. A sua letra dominical foi G.
| Ano completo                         |
| ------------------------------------ |
| Ano comum com início à segunda-feira |

## Eventos
- Alfredo, o Grande, torna-se rei do Wessex e de Inglaterra e faz de Winchester sua capital
- Os cristãos retomam Coimbra aos mouros e o Conde Hermenegildo Guterres (c. 842 - 920), Conde Portucalense e de Tui, é proclamado conde de Coimbra.

## Nascimentos
- Eduardo o Velho, rei de Inglaterra (data provável)
- Nasce Ordonho II da Galiza e Leão, futuro rei de Leão.

## Mortes
- 23 de abril – Morre Etelredo de Wessex, rei de Inglaterra, tinha nascido em 840.